# Stellidia albipunctaria
Stellidia albipunctaria är en fjärilsart som beskrevs av William Schaus 1901. Stellidia albipunctaria ingår i släktet Stellidia och familjen nattflyn. Inga underarter finns listade i Catalogue of Life.